# Le tuteur
Le tuteur (svensk titel: Förmyndaren eller Sommaröventyret på landet) är ett skådespel med sång i två akter med libretto av Florent Carton Dancourt och musik av Lodovico Piccinni. Skådespelet bearbetades till svenska av Carl Envallsson. Den framfördes i Sverige 30 januari 1799 på Arsenalsteatern, Stockholm. Under 1799 framfördes den 3 gånger (av elever) på Arsenalsteatern.

## Roller
| Roller                  | Stämma | Premiärbesättning | Rollbesättning vid den svenska premiären den 30 januari 1799 (Dirigent: ) |
| ----------------------- | ------ | ----------------- | ------------------------------------------------------------------------- |
| Gullberg                |        |                   | Johan Fredrik Wikström                                                    |
| Överstinnan Stjernswärd |        |                   | Sofia Frodelius                                                           |
| Grev Skönhjelm          |        |                   | Carl Gustaf Lindström                                                     |
| Sophia                  |        |                   | Ulrika Wennerholm                                                         |
| Lotta                   |        |                   | Jeanette Wässelius                                                        |
| Blomqvist               |        |                   | Johan Niklas Frodelius                                                    |
| Jockum                  |        |                   | Carl Fredrik Berg                                                         |